# Jeongsa
Jeongsa (정사?), noto anche con il titolo internazionale An Affair, è un film del 1998 scritto e diretto da E J-yong.

## Trama
So-hyun è una casalinga che vive una vita ordinaria, ma tutto sommato tranquilla e ricca di soddisfazioni: suo marito è un architetto di successo, ha un figlio che le vuole bene, non ha il minimo problema economico. Volendo tuttavia qualche emozione in più, intraprende una pericolosa relazione con il fidanzato di sua sorella minore, pur consapevole che il tradimento finirà per distruggere sia lei che la sua famiglia.

## Distribuzione
In Corea del Sud la pellicola è stata distribuita a partire dal 3 ottobre 1998.